# Рудня (Козелецкий район)
Рудня (укр. Рудня) — село в Козелецком районе Черниговской области Украины. Население 180 человек. Занимает площадь 1,212 км².
Код КОАТУУ: 7422085603. Почтовый индекс: 17021. Телефонный код: +380 4646.

## Власть
Орган местного самоуправления — Моровский сельский совет. Почтовый адрес: 17021, Черниговская обл., Козелецкий р-н, с. Моровск, ул. Адама Мольченко, 2.